# Équennes-Éramecourt
Équennes-Éramecourt – miejscowość i gmina we Francji, w regionie Hauts-de-France, w departamencie Somma.
Według danych na rok 1990 gminę zamieszkiwało 199 osób, a gęstość zaludnienia wynosiła 22 osoby/km² (wśród 2293 gmin Pikardii Équennes-Éramecourt plasuje się na 798. miejscu pod względem liczby ludności, natomiast pod względem powierzchni na miejscu 527.).